# L'As de cœur (film)
Pour le film de 2008, voir L'As de cœur.
Pour plus de détails, voir Fiche technique et Distribution.
L'As de cœur (titre original : The Ace of Hearts) est un film dramatique américain, en noir et blanc et muet, réalisé par Wallace Worsley et sorti en 1921.

## Synopsis
Une société secrète s'est donné pour mission de supprimer un homme néfaste, par ailleurs riche et puissant. Toutefois, deux des hommes de cette société secrète, Forrest et Farallone, sont amoureux de la même personne, Lilith, la seule femme appartenant à cette société. Cette rivalité va compromettre la réalisation de cette mission.

## Fiche technique
- Titre : L'As de cœur
- Titre original : The Ace of Hearts
- Réalisation : Wallace Worsley
- Scénario : Ruth Wightman, d'après le livre The Purple Mask de Gouverneur Morris
- Musique : Vivek Maddala (en)
- Directeur de la photographie : Don Short
- Direction artistique : Cedric Gibbons
- Production : Wallace Worsley, Samuel Goldwyn, Goldwyn Pictures
- Pays d'origine :  États-Unis
- Genre : drame
- Durée : 75 minutes
- Date de sortie :
  -  : 17 septembre 1921
  -  : 24 octobre 2000 (version restaurée)

## Distribution
- Leatrice Joy : Lilith
- John Bowers : Forrest
- Lon Chaney : Farallone
- Hardee Kirkland : Morgridge
- Edwin N. Wallack : le chimiste
- Raymond Hatton : la menace
- Roy Laidlaw : le gardien

## Récompenses et distinctions

### Nominations
- Saturn Award 2004 :
  - Saturn Award de la meilleure collection DVD (au sein du coffret The Lon Chaney Collection comprenant aussi L'Inconnu (The Unknown), Ris donc, Paillasse ! (Laugh, Clown, Laugh) et Lon Chaney: A Thousand Faces)